# Языков, Николай Данилович
Николай Данилович Языков (1740—1803) — генерал-майор Орловского 36-го пехотного полка Русской императорской армии, губернатор Новороссийской губернии (1778—1783).

## Биография
Николай Языков родился в 1740 году; происходил из дворян. На службу поступил солдатом 18 февраля 1752 года. Во время Семилетней войны в чине сержанта он неоднократно был командирован конференцией в заграничную армию курьером. В чине полковника в 1770 году был послан по Именному повелению государыни в Грузию и Имеретию против Шеком-паши. 
С 1771 по 1772 год, во время Русско-турецкой войны 1768—1774 гг., Языков сражался с неприятелем и участвовал в блокаде крепости Поти на Чёрном море, после чего доходил с полком до расположенной на правом берегу Дуная крепости Силистрии. В 1773 году он был за Дунаем при изгнании неприятеля из лагерей, находившихся против Гуробал и Силистрии; 18 июня Языков участвовал с колонной войск в атаке неприятельского ретрашемента и в том же году был командирован на остров под Силистрией для возведения батарей, которые он защищал с полком в траншеях от неприятельских атак. В 1774 году Языков был в походе к Силистрии, а в 1775 году участвовал в сражениях, закончившихся сожжением Запорожской Сечи. 
В 1777 году Н. Д. Языков был произведен в генерал-майоры и назначен новороссийским губернатором.
Николай Данилович Языков скончался 9 (21) августа 1803 года в Дмитровском уезде Московской губернии.